# Martina Roesner
Martina Roesner (* 21. August 1973 in Freiburg im Breisgau) ist eine deutsche Philosophin und Katholische Theologin.

## Leben
Im Jahr 1993 schloss Roesner in Heidelberg das Abitur ab. Anschließend studierte sie Philosophie an der Päpstlichen Universität Gregoriana in Rom und erwarb dort 1995 das Bakkalaureat sowie 1997 – nachdem sie 1996/97 an der Universität Salzburg studiert hatte – unter der Leitung von Paul P. Gilbert das Lizenziat. An der Université Paris IV-Sorbonne erwarb Roesner unter der Leitung von Jean-François Courtine 1998 das Diplôme d’études approfondies in Geschichte der Philosophie. Nach einem Promotionsstudium an der Universität Tübingen 2000 promovierte sie 2001 mit Auszeichnung an der Université Paris IV-Sorbonne mit einer Dissertation über Martin Heidegger. Daran schloss sich eine mehrjährige Lehr- und Forschungstätigkeit an verschiedenen Universitäten und akademischen Einrichtungen in Frankreich, Luxemburg und Deutschland an. Von 2013 bis 2023 war sie als Leiterin dreier vom Österreichischen Wissenschaftsfonds (FWF) geförderter Forschungsprojekte zu Meister Eckhart an der Katholisch-Theologischen Fakultät der Universität Wien angestellt und erwarb während dieser Zeit auch einen Master in Katholischer Theologie. 2017 habilitierte sie sich an der Carl-von-Ossietzky-Universität Oldenburg im Fach Philosophie und wurde dort nach mehrjähriger Lehrtätigkeit 2023 zur außerplanmäßigen Professorin ernannt. Noch im selben Jahr erhielt sie einen Ruf auf den Lehrstuhl für Philosophie und Philosophiegeschichte an der Theologischen Hochschule Chur.
Ihre Forschungsschwerpunkte sind Phänomenologie, Geschichte der mittelalterlichen und neuzeitlichen Philosophie, Subjekttheorie, Philosophische Anthropologie, Lebensphilosophie, Religionsphilosophie und Neukantianismus.

## Schriften (Auswahl)
Monografien
- Metaphysica ludens. Das Spiel als phänomenologische Grundfigur im Denken Martin Heideggers (= Phaenomenologica. Band 167). Kluwer Acad. Publ., Dordrecht 2003, ISBN 1-4020-1234-9 (Zugleich: Dissertation, Université de Paris-Sorbonne (Paris IV), 2001).
- Le laboureur de l’être. Une racine cachée de l’imaginaire philosophique heideggérien. Olms, Hildesheim 2004, ISBN 3-487-12717-2.
- Logik des Ursprungs. Vernunft und Offenbarung bei Meister Eckhart. Verlag Karl Alber, Freiburg 2017, ISBN 3-495-48939-8.
- Ich – Logos – Welt. Der egologische Ansatz der Ersten Philosophie bei Meister Eckhart und Edmund Husserl. Verlag Karl Alber, Freiburg 2020, ISBN 3-495-49169-4.

Herausgeberschaften
- (Hrsg.): Subjekt und Wahrheit. Meister Eckharts dynamische Vermittlung von Philosophie, Offenbarungstheologie und Glaubenspraxis (= Eckhart: texts and studies. Band 8). Peeters, Leuven 2018, ISBN 978-90-429-3550-1.
- (Hrsg.): Philosophische Schriftauslegung: Geschichte eines ungewöhnlichen Programms (= Adamantiana. Band 25). Aschendorff, Münster 2022, ISBN 978-3-402-13762-8.
- (Hrsg.): Hermeneutik des Lebens: Meister Eckharts exegetisches Programm (= Eckhart: texts and studies. Band 15). Peeters, Leuven 2022, ISBN 978-90-429-4319-3.
- mit Maxime Mauriège (Hrsg.): Meister Eckharts Rezeption im Nationalsozialismus. Studien zur ideologischen Ambivalenz der „deutschen“ Mystik. Leiden 2022, ISBN 978-90-04-51762-2.
- mit Kathi Beier (Hrsg.): Thomas von Aquin / Meister Eckhart: Über die Tugend (= Interpretationen und Quellen. Band 6), Verlag Karl Alber, Freiburg 2023, ISBN 978-3-495-49254-3.
- mit Roberto Vinco (Hrsg.): Meister Eckhart und die Phänomenologie (= Meister-Eckhart-Jahrbuch. Band 4), Kohlhammer, Stuttgart 2023, ISBN 978-3-17-043328-1.